# Martin Kippenberger
Martin Kippenberger (* 25. Februar 1953 in Dortmund; † 7. März 1997 in Wien) war ein deutscher Maler, Installationskünstler, Performancekünstler, Bildhauer und Fotograf.

## Leben

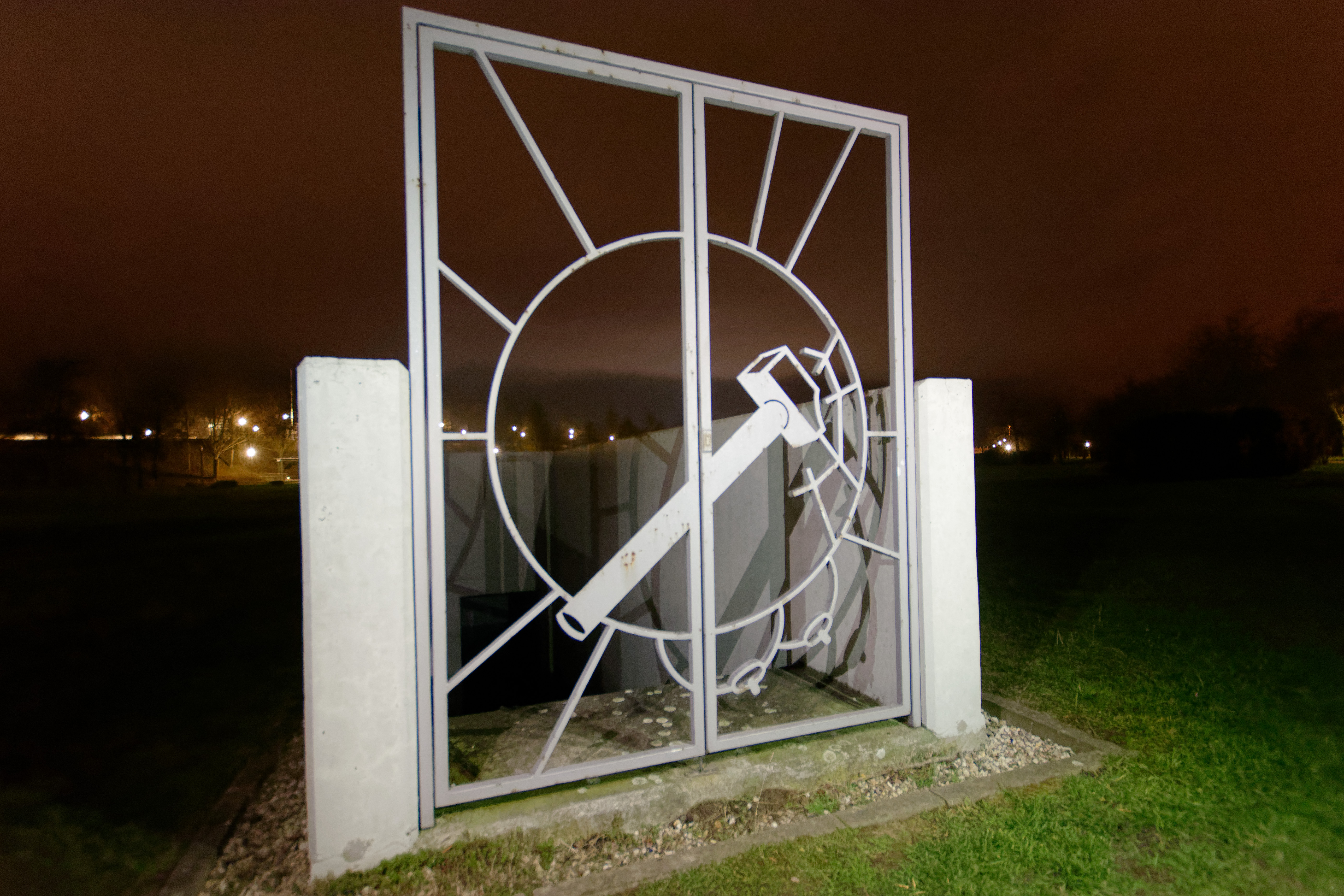
Eingang der Metro-Net Station im Messepark der Leipziger Messe. (2018)

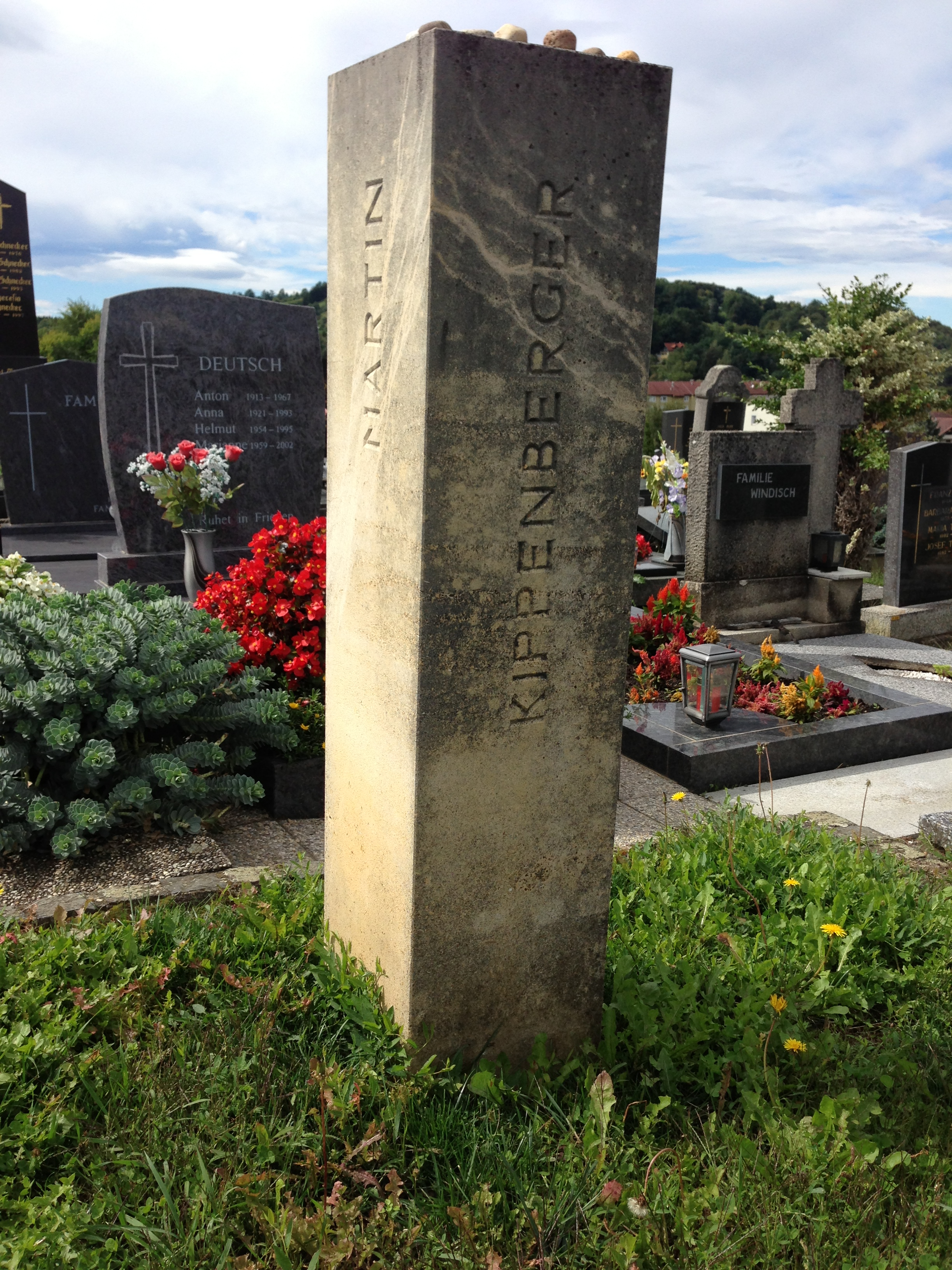
Grab von Martin Kippenberger, Stadtfriedhof Jennersdorf (2013)

Martin Kippenberger wuchs in Essen mit je zwei älteren und zwei jüngeren Schwestern auf, darunter die Journalistin Susanne Kippenberger;
seine Mutter war Dermatologin, der Vater Direktor der Zeche Katharina. Dabei war Martin Kippenberger ein Ur-Urenkel von Carl Leverkus (1804–1889), dem Namensgeber der 1930 gegründeten Stadt Leverkusen.
1968 brach Kippenberger die Schule ab und begann eine Dekorateurslehre, die er allerdings aufgrund Drogenkonsums nicht zu Ende machen durfte. 1972 bis 1976 studierte er an der Hochschule für bildende Künste in Hamburg bei Claus Böhmler, Rudolf Hausner und Franz Erhard Walther. Danach zog er nach Florenz um, wo er mit der Bilderserie Uno di voi, un tedesco in Firenze begann. 1977 machte er Bekanntschaft mit Werner Büttner, Albert und Markus Oehlen, 1978 folgte daher der Umzug nach Berlin. Gemeinsam mit Gisela Capitain gründete Kippenberger mit dem Geld einer Erbschaft 1978 in Berlin in einer Fabriketage Segitzdamm 2–4 „Kippenbergers Büro“, wo er Ausstellungen junger Künstler zeigte. Gleichzeitig wurde er Geschäftsführer der Veranstaltungshalle SO36 – damals vor allem ein Treffpunkt der Punkszene. 1979 entstand die bekannte 12-teilige Werkgruppe „Lieber Maler, male mir“, die ein Plakatmaler nach den Fotovorlagen Kippenbergers malte.
1980 folgte der Umzug nach Paris, um Schriftsteller zu werden. 1981 nahm er an der Gruppenausstellung Rundschau Deutschland teil. 1984 war er mit sechs Werken in der Ausstellung „Tiefe Blicke – Kunst der achtziger Jahre aus der Bundesrepublik Deutschland, der DDR, Österreich und der Schweiz“ im Hessischen Landesmuseum Darmstadt sowie auf der Ausstellung Von hier aus – Zwei Monate neue deutsche Kunst in Düsseldorf vertreten. Im selben Jahr trat er in die Lord Jim Loge ein - ihre Gründer waren neben Kippenberger u. a.  Jörg Schlick, Albert Oehlen, Wolfgang Bauer, ihr Motto „Keiner hilft Keinem“. 1987 entstanden die ersten Zeichnungen auf Hotelbriefpapier. 1988 nahm er an der Biennale in Venedig teil. 1989 wurde seine Tochter Helena Augusta Eleonore geboren. Im selben Jahr zog er nach Los Angeles.
1990 übernahm Kippenberger eine Gastprofessur an der Städelschule Frankfurt und gab ab 1992 Gastvorlesungen an der Yale University und an den Universitäten Nizza, Amsterdam und an der Gesamthochschule Kassel. 1992 nahm er an der Dokumenta IX in Kassel teil. 1996 erhielt er den Käthe-Kollwitz-Preis. 1997 nahm er an der Documenta X in Kassel und an der Ausstellung Skulptur.Projekte in Münster teil. 2003 war er postum auf der 50. Biennale in Venedig zusammen mit Candida Höfer für den deutschen Pavillon vertreten.
Kippenbergers Werke sind den Neuen Wilden zuzuordnen. In der Tradition von Dada und Fluxus arbeitete er an der Demontage des traditionellen Kunstbegriffs. Seine Mittel dazu waren unter anderem Provokationen, Zynismus und Spott.
1986 zeigte das Hessische Landesmuseum Darmstadt mit „Miete – Strom – Gas“ seine erste Einzelausstellung. Tate Modern eröffnete am 8. Februar 2006 die erste umfassende Retrospektive von Martin Kippenbergers Werk in Großbritannien. Bis 14. Mai konnte eine Auswahl des produktiven Schaffens Kippenbergers im Londoner Museum besichtigt werden, darunter Selbstporträts aus dem Jahr 1988 oder zahlreiche Zeichnungen aus der Hotelbriefpapierserie. Die Ausstellung wanderte danach ins K21, Düsseldorf.
Sein 1990 geschaffenes Werk Zuerst die Füße – ein ans Kreuz genagelter grasgrüner Frosch mit Bierkrug und Ei in den Händen – sorgte 2008 für Aufmerksamkeit. Papst Benedikt XVI. unterstützte den Präsidenten des Südtiroler Regionalrates, Franz Pahl, mit einem Brief, dass der gekreuzigte Frosch die religiösen Gefühle vieler Menschen verletze. Pahl trat in einen Hungerstreik, um das Kunstwerk aus dem Museum für Moderne Kunst in Bozen entfernen zu lassen. Trotz des Hungerstreiks, Mahnwachen und Leserbriefen bestätigten die Direktorin des Museums und der Verwaltungsrat ihre Entscheidung, die Skulptur im Museum bis zum regulären Ausstellungsende zu belassen.
1996 heirateten Kippenberger und die Fotografin Elfie Semotan; am 7. März 1997 starb Martin Kippenberger in Wien an den Folgen einer Leberkrebserkrankung.
Zu Ehren Kippenbergers schrieb Ben Becker das Lied „Kippy“, welches 2001 auf dem Album Wir Heben Ab erschien.

## Audio
- Künstler Martin Kippenberger „Heute denken morgen fertig“ 160.54 Minuten Audio-Version, von Martina Müller, Deutschlandfunk Kultur 22. Februar 2025

## Werke (Auswahl)

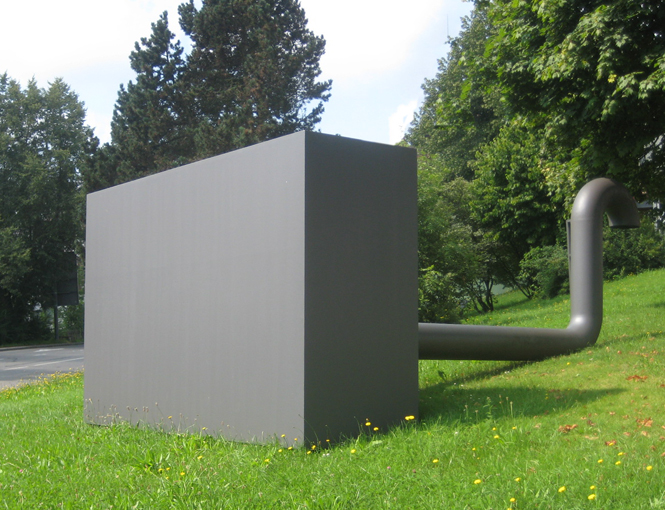
U-Bahn Entlüftung St. Georgen im Schwarzwald (Foto: 2009)

### „Ich kann beim besten Willen kein Hakenkreuz entdecken“
Das Werk Ich kann beim besten Willen kein Hakenkreuz entdecken aus dem Jahr 1984 thematisiert die spezifisch deutsche Identitätsproblematik: Subversiv will Kippenberger die Moral der Deutschen, bzw. ihr Verhältnis zu ihrer NS-Vergangenheit hinterfragen und persiflieren.

### „Zuerst die Füße“
Die Skulptur Zuerst die Füße, ein gekreuzigter Frosch, entstanden im Jahr 1990, ist ein selbstironisch reflektierendes Selbstporträt.

### „Metro-Net“

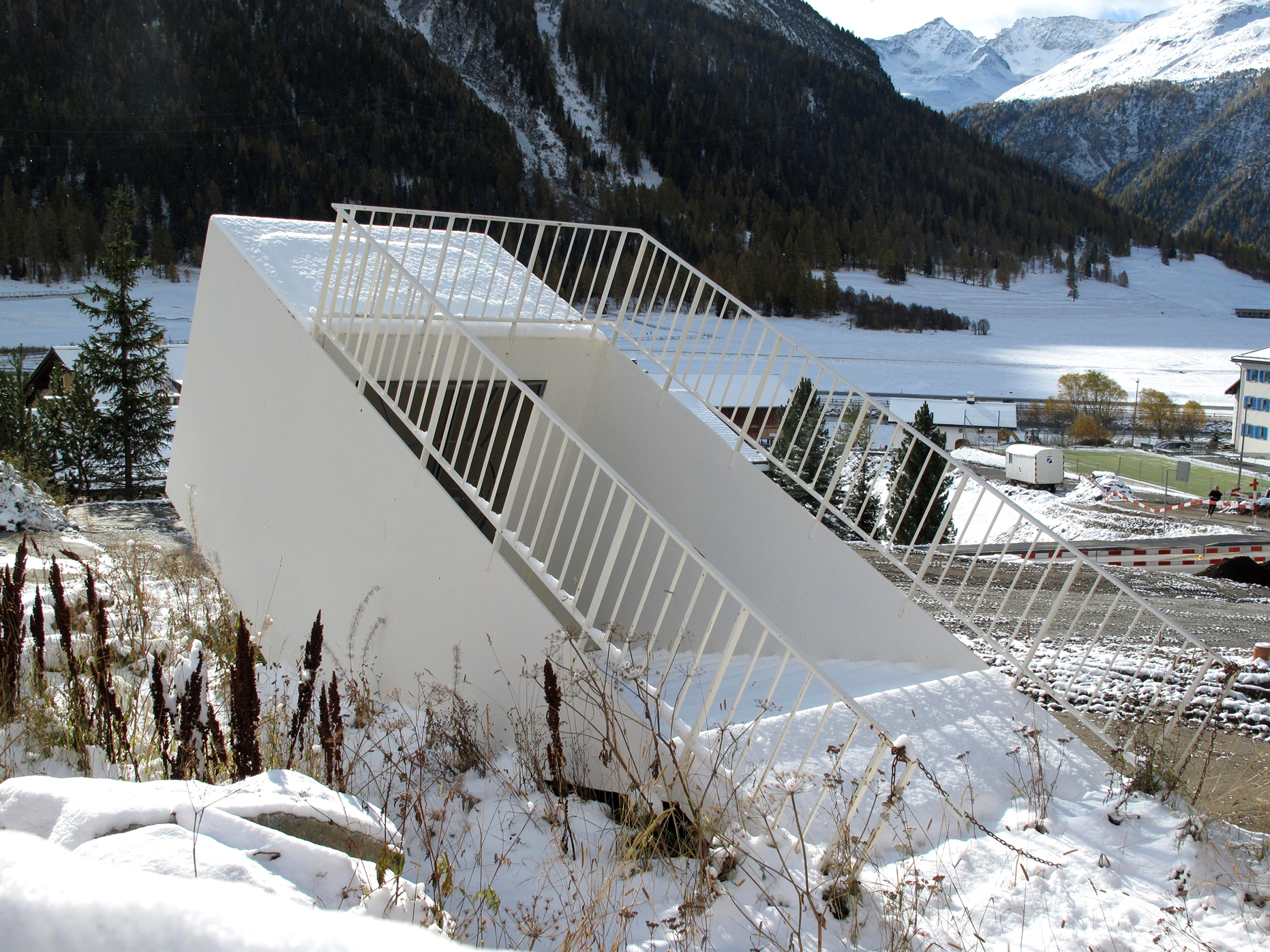
Martin Kippenberger, Transportabler U-Bahn-Eingang, Madulain, Graubünden, Schweiz, 2007 (Foto: 2009)

Mit Metro-Net plante Kippenberger ein weltumspannendes U-Bahnsystem, bestehend nur aus Attrappen von Eingängen und Lüftungsschächten, bei denen mitunter abgespielte Fahrgeräusche und durch Ventilatoren erzeugte Luftströme die Fiktion verstärkten. Als erste Station von Kippenbergers Metro-Net wurde 1993 auf der griechischen Kykladeninsel Syros ein Treppenabgang aus Beton errichtet. Der untere Zugang war jedoch mit einer schmiedeeisernen Tür versperrt, die das Signet der Lord Jim Loge trug. Ein aus Holz gefertigter U-Bahn-Ausgang kam im August 1995 in Dawson und ein weiterer Ausgang 1997 auf dem Gelände der Leipziger Messe hinzu. Mehrere geplante Stationen wurden posthum errichtet, so 1997 während der Documenta X in Kassel und der Skulptur.Projekte in Münster. Ein Transportabler Lüftungsschacht (1997) befindet sich in der Sammlung Grässlin und wurde beispielsweise in St. Georgen und Karlsruhe ausgestellt, ein Transportabler U-Bahn-Eingang (1997) war von 1997 bis 1999 im Skulpturenpark Köln zu sehen. 2003 wurde ein weiterer Lüftungsschacht im Deutschen Pavillon der Biennale von Venedig installiert, was – sechs Jahre nach dem Tod des Künstlers – mitunter als nicht werkgetreu diskutiert wurde. Bereits 2001 wurde eine noch zu Lebzeiten Kippenbergers 1997 fertiggestellte Installation Transportabler U-Bahn-Eingang im Dorf Madulain in der Schweiz errichtet. Am Tor ist das Logo der Lord Jim Loge, „Sonne Busen Hammer“, zu sehen.

## Ausstellungen (Auswahl)
- 1981: Rundschau Deutschland
- 1984: Tiefe Blicke, Hessisches Landesmuseum Darmstadt
- 1984: Von hier aus – Zwei Monate neue deutsche Kunst in Düsseldorf
- 1986: Miete – Strom – Gas, Hessisches Landesmuseum Darmstadt
- 1988: Made in Cologne
- 1994: Martin Kippenberger – The Happy End of Franz Kafka's ‚Amerika‘, Museum Boijmans Van Beuningen Rotterdam
- 2003: Martin Kippenberger – Das 2. Sein, Zentrum für Kunst und Medientechnologie, Karlsruhe
- 2003: Schattenspiel im Zweigwerk: Die Zeichnungen, Kunsthalle Tübingen
- 2006: Martin Kippenberger (Retrospektive) Tate Modern, London
- 2008: „Peripherer Blick und kollektiver Körper“, Museion, Bozen (mit Zuerst die Füße)
- 2009: Museum of Modern Art (MoMA), New York City
- 2010: „Pop Life“ Hamburger Kunsthalle – Januar-Februar-März
- 2011: Museo Picasso Málaga, Málaga, Andalusien, Spanien
- 2013: Martin Kippenberger – sehr gut / very good, Hamburger Bahnhof – Museum für Gegenwart, Berlin
- 2015: Geniale Dilletanten, Haus der Kunst, München[8]
- 2016: Martin Kippenberger: XYZ, Wien, Bank Austria Kunstforum Wien, 8. September bis 27. November 2016
- 2018/2019: Die Erfindung der Neuen Wilden – Malerei und Subkultur um 1980, Ludwig Forum, Aachen
- 2019: Martin Kippenberger. Bitteschön Dankeschön – Eine Retrospektive, Kunst- und Ausstellungshalle der Bundesrepublik Deutschland, Bonn
- 2021: Ausstellungskooperation 2x Kippenberger: The Happy End of Franz Kafka’s Amerika, Museum Folkwang, Essen und Vergessene Einrichtungsprobleme in der Villa Hügel, Villa Hügel, ebd.
- 2021: Martin Kippenberger: Metro-Net, Museum der bildenden Künste Leipzig[9]

## Öffentliche Sammlungen
Kippenbergers Gemälde, Installationen und Skulpturen befinden sich in zahlreichen öffentlichen Sammlungen. Im deutschsprachigen Raum sind das
- Sammlung zeitgenössischer Kunst der Bundesrepublik Deutschland, Bonn
- Hessisches Landesmuseum Darmstadt, Darmstadt (Sammlung „Tiefe Blicke“)
- K21 Kunstsammlung Nordrhein-Westfalen – im Ständehaus, Düsseldorf
- Städelsches Kunstinstitut, Frankfurt/Main
- Zentrum für Kunst und Medientechnologie, Karlsruhe
- Museum Ludwig, Köln
- Museum Abteiberg, Mönchengladbach
- Sammlung Falckenberg, Hamburg
- Galerie für Zeitgenössische Kunst – GfZK, Leipzig
- Kunstraum Grässlin, St. Georgen
- Pinakothek der Moderne, München (Sammlung Stoffel)
- Migros Museum für Gegenwartskunst, Zürich
- Mamco - musée d´art moderne et contemporain, Genf
- Museum für Moderne Kunst, Frankfurt am Main (MMK)
- Neue Galerie Graz am Landesmuseum Joanneum, Graz
- Sammlung Essl, Klosterneuburg
- Volpinum Kunstsammlung, Wien

Zudem sind seine Werke auch in Kunstsammlungen und Museen in Belgien, Dänemark, Frankreich (Centre Pompidou, Musée d’arts de Nantes, Musée d’art moderne de Saint-Étienne), Island, Italien, Niederlande (Stedelijk Museum, Amsterdam), Norwegen, Spanien (Centro Atlántico de Arte Moderno (CAAM)), Las Palmas de Gran Canaria, den USA (MoMA – Museum of Modern Art, New York, NY, San Francisco Museum of Modern Art, San Francisco, CA, Hirshhorn Museum and Sculpture Garden, Washington, DC) und im Vereinigten Königreich (The Saatchi Gallery, London, Tate Britain, London, Tate Gallery of Modern Art, London) zu sehen.
Ein Vorgang im Museum Ostwall sorgte im November 2011 für Schlagzeilen, als dort eine Putzfrau das mit 800.000 Euro versicherte Kunstwerk Wenn’s anfängt durch die Decke zu tropfen von Kippenberger blankschrubbte und somit unwiederbringlich zerstörte.

## Diskografie
Compilations
- Greatest Hits (CD, Comp, Ltd) Not On Label (Martin Kippenberger Self-released) 1996.
- Musik 1979-1995 (Edition Kröthenhayn 2010, CDs bzw. LPs und Buch).

Album
- Markus Oehlen, Albert Oehlen, Jörg Immendorff, Werner Büttner, Martin Kippenberger, A.R. Penck – Die Rache der Erinnerung, ZickZack – ZZ 205, 1984

Singles & EPs
- Pop In (7", Ltd) Forum Stadtpark 1987
- Albert Oehlen / Martin Kippenberger - Nelson And The Alma Band (7", S/Sided) Leiterwagen Records 1990
- Beuys Best (CD, Single) Artists Only 1995

Miscellaneous
- Herr Ryslavy, Kurt …(Flexi, S/Sided, 5") Not On Label 1989

## Filme und Hörspiele
- Liebe und Abenteuer; Spielfilm: Regie, Drehbuch, Produzentin Gisela Stelly, ZDF, 1978
- Bildnis einer Trinkerin; experimenteller Spielfilm; Buch und Regie: Ulrike Ottinger. 1979. 107 Minuten
- Kippy dekonstruiert einen Cocktail, Super8 von Knut Hoffmeister, 1979, 5 min.
- Gibbi Westgermany; Spielfilm; Buch und Regie: Christel Buschmann, 1980.
- Martin Kippenberger und Co – Ein Dokument. „Ich kann mir nicht jeden Tag ein Ohr abschneiden“. Buch und Regie: Jaqueline Kaess Farquet. München 1985/2010. DVD. 25 min., Independent Artfilms
- Kippenberger – Der Film; Deutschland/Österreich 2005; Buch und Regie: Jörg Kobel, Dürbeck & Dohmen[14]
- Kippenberger hören, Hörstück von Oliver Augst und Rüdiger Carl mit Sven-Åke Johansson im Auftrag des RBB und Deutschlandradio Kultur 2008; Album 2011.
- 2015: B-Movie: Lust & Sound in West-Berlin 1979-1989, Dokumentation mit Mark Reeder, Regie von Jörg A. Hoppe, Klaus Maeck, Heiko Lange und Alexander von Sturmfeder, 92 min

## Theater
Die Regisseurin Angela Richter inszenierte 2013 am Schauspiel Köln das Stück Kippenberger! Ein Exzess des Moments.